# Hachimantai

Hachimantai (八幡平市 Hachimantai-shi?) este un municipiu din Japonia, prefectura Iwate.